# Gipfeltreffen der Arabischen Liga 2022
Das Gipfeltreffen der Arabischen Liga 2022, offiziell die 31. ordentliche Tagung des Rates der Arabischen Liga auf Gipfelebene war ein Treffen der Staats- und Regierungschefs der Mitgliedsstaaten der Arabischen Liga, das am 1.–2. November 2022 in Algier, Algerien stattfand.

## Hintergrund
Am Samstag, den 29. Februar 2020, gab die Liga der Arabischen Staaten aufgrund der Ausbreitung des Corona-Virus die Verschiebung des nächsten arabischen Gipfels, der für März in Algerien geplant war, bekannt. Der 1. November 2022 wurde als neuer Termin für den arabischen Gipfel festgelegt.

## Teilnehmer
|  | Gast |

| Land/Organisation                          | Vertreten durch                 | Position                                     |
| ------------------------------------------ | ------------------------------- | -------------------------------------------- |
| Arabische Liga                             | Ahmed Aboul Gheit               | Generalsekretär                              |
| Algerien                                   | Abdelmadjid Tebboune            | Vorsitzender                                 |
| Bahrain                                    | Mohammed bin Mubarak Al Khalifa | Sonderbeauftragter des Königs                |
| Komoren                                    | Azali Assoumani                 | Vorsitzender                                 |
| Dschibuti                                  | Ismail Omar Guelleh             | Vorsitzender                                 |
| Ägypten                                    | Abd al-Fattah as-Sisi           | Vorsitzender                                 |
| Irak                                       | Abdul Latif Raschid             | Vorsitzender                                 |
| Jordanien                                  | Hussein bin Abdullah            | Kronprinz                                    |
| Kuwait                                     | Mischal al-Ahmad as-Sabah       | Kronprinz                                    |
| Libanon                                    | Nadschib Miqati                 | Premierminister                              |
| Libyen                                     | Mohamed al-Menfi                | Vorsitzender des Präsidialrats               |
| Mauretanien                                | Mohamed Ould Ghazouani          | Vorsitzender                                 |
| Marokko                                    | Nasser Bourita                  | Außenminister                                |
| Oman                                       | Asaad bin Tariq                 | Stellvertretender Premierminister            |
| Palästina                                  | Mahmud Abbas                    | Vorsitzender                                 |
| Katar                                      | Tamim bin Hamad Al Thani        | Emir                                         |
| Saudi-Arabien                              | Faisal bin Farhan Al Saud       | Außenminister                                |
| Somalia                                    | Hassan Sheikh Mohamud           | Vorsitzender                                 |
| Sudan                                      | Abdel Fattah Burhan             | Vorsitzender                                 |
| Tunesien                                   | Kais Saied                      | Vorsitzender                                 |
| Vereinigte Arabische Emirate               | Muhammad bin Raschid Al Maktum  | Premierminister                              |
| Jemen                                      | Rashad al-Alimi                 | Vorsitzender des Präsidentschaftsführungsrat |
| Vereinte Nationen                          | António Guterres                | Generalsekretär                              |
| AU                                         | Macky Sall                      | Vorsitzender der Kommission                  |
| Organisation für Islamische Zusammenarbeit | Hissein Brahim Taha             | Generalsekretär                              |
| Bewegung der Blockfreien Staaten           | İlham Əliyev                    | Generalsekretär                              |
| Arabisches Parlament                       | Adel Al Asoomi                  | Sprecher des Arabisches Parlaments           |